# Lec'h

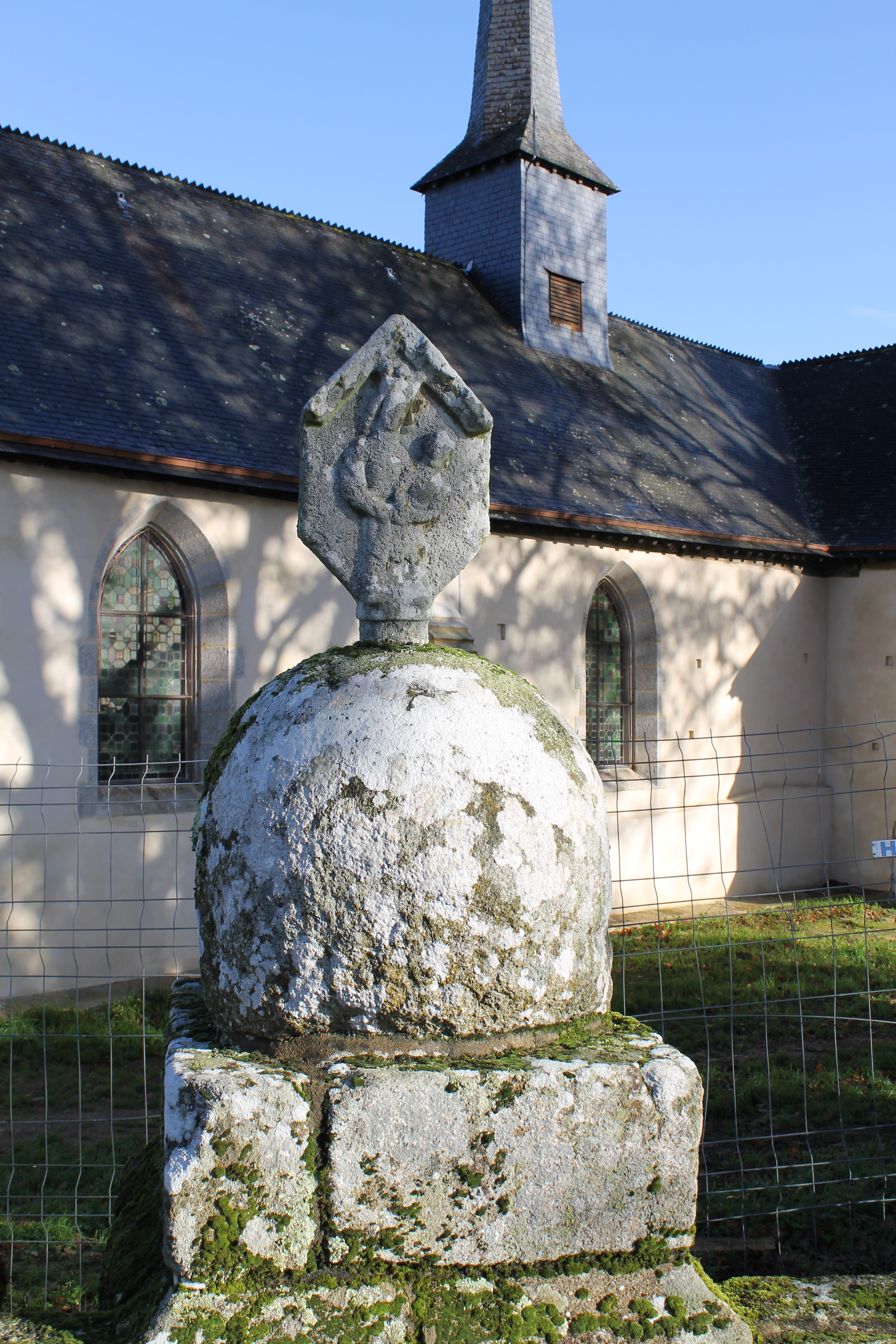
Lec'h christianisé devant la chapelle Notre-Dame-du-Loc à Saint-Avé.

Un lec'h (ou lech), appelé souvent stèle gauloise, est une pierre taillée de forme hémisphérique ou oblongue, durant l'âge du Fer. On en trouve notamment en France (Bretagne, Massif central, Maine), en Angleterre et au Pays de Galles.

## Étymologie
Lec'h est un mot breton, qui signifie notamment « pierre plate ». Il est à rapprocher du mot « cromlech ». On trouve ce nom de lec'h dans les vieilles poésies galloises pour désigner un lieu funéraire.

## Description
Les lec'hs sont des pierres taillées, souvent en granite, parfois d'anciens menhirs retaillés, prenant la forme d'une borne semi-sphérique, d'un « pain de sucre » ou d'une stèle oblongue. La hauteur des bornes semi-sphériques demeure moyenne voire assez petite (environ 1 m) alors que celle des stèles, ou lec'hs hauts, soigneusement taillées et très élancées, parfois avec des pans coupés, atteint au minimum 0,80 à 1 m mais sans dépasser 2 à 3 m. Elles ne doivent pas être confondues avec les menhirs préceltiques, de taille beaucoup plus importante (jusqu'à 10 mètres de hauteur).
Certains comportent des croix gravées et des écritures datant des IXe et Xe siècles. D'autres sont antérieurs à l’an 800, car ce type de monument qui existait dès le Ve siècle dans l'île de Bretagne aurait pu être introduit lors de l'Émigration bretonne en Armorique.[réf. nécessaire]
À l'époque gauloise, les lec'hs ont probablement joué un rôle funéraire, peut-être pour indiquer la présence d'une tombe ou d'une nécropole.
De nombreux lec'hs ont été modifiés et réemployés à la suite de l'entreprise de christianisation menée par Charlemagne. Dans son Admonitio generalis de 789 renouvelé dans l'article 41 du capitulaire des missi dominici mis au point vers l'an 800, l'empereur ordonne la destruction des pierres païennes que vénèrent les populations. Pour ne pas trop les mécontenter, de nombreux lechs furent christianisés par l'adjonction d'une croix ou autres motifs illustrant la nouvelle religion, ou transformés en bénitier, borne milliaire, socle de croix de pierre ou de fer ou déplacés près d'une chapelle ou d'une église.